# 5-полугиперкуб
| 5-полугиперкуб                | 5-полугиперкуб |
| ----------------------------- | --- |
|                               | |
| Тип                           | Однородный пятимерный политоп                                                                                                   |
| Символ Шлефли                 | {3,32,1} = h{4,33} s{2,4,3,3} или h{2}h{4,3,3} sr{2,2,4,3} или h{2}h{2}h{4,3} h{2}h{2}h{2}h{4} s{21,1,1,1} или h{2}h{2}h{2}s{2} |
| Диаграмма Коксетера — Дынкина | = · |
| 4-мерных ячеек                | 26 |
| Ячеек                         | 120 |
| Граней                        | 160 |
| Рёбер                         | 80 |
| Вершин                        | 16 |
| Вершинная фигура              | Полностью усечённый пятиячейник                                                                                                 |

5-полугиперкуб - это полуправильный пятимерный политоп, полученный из 5-гиперкуба (пентеракта) альтернацией (удалением чередующихся вершин). Его гиперграни - 10 16-ячейников и 16 5-ячейников. Его вершинная фигура - полностью усечённый 5-ячейник.